# Sabicea acuminata
Sabicea acuminata är en måreväxtart som beskrevs av John Gilbert Baker. Sabicea acuminata ingår i släktet Sabicea och familjen måreväxter.
Artens utbredningsområde är Madagaskar. Inga underarter finns listade i Catalogue of Life.